# Heteropternis
Heteropternis es un género de saltamontes de la subfamilia Oedipodinae, familia Acrididae, y está asignado a la tribu Epacromiini. Este género se distribuye en África, Asia (India, China, Vietnam, Indonesia, Japón) y Oceanía (Papúa Nueva Guinea).

## Especies
Las siguientes especies pertenecen al género Heteropternis:
- Heteropternis cheesmanae Uvarov, 1935
- Heteropternis coerulea (Schulthess, 1899)
- Heteropternis couloniana (Saussure, 1884)
- Heteropternis descampsi Roy, 1969
- Heteropternis guineensis (Blanchard, 1853)
- Heteropternis guttifera Kirby, 1902
- Heteropternis latisterna Wang & Xia, 1992
- Heteropternis micronus Huang, 1981
- Heteropternis minor (Saussure, 1899)
- Heteropternis minuta Uvarov, 1934
- Heteropternis motuoensis Yin, 1984
- Heteropternis obscurella (Blanchard, 1853)
- Heteropternis pudica (Serville, 1838)
- Heteropternis pugnax Bolívar, 1912
- Heteropternis qinghaiensis Wang & Zheng, 1992
- Heteropternis raipurensis Gupta & Chandra, 2016
- Heteropternis respondens (Walker, 1859)
- Heteropternis robusta Bey-Bienko, 1951
- Heteropternis royi Mestre, 1988
- Heteropternis rufipes (Shiraki, 1910)
- Heteropternis sarimahii Mahmood, Samira, Salmah & Idris, 2008
- Heteropternis thoracica (Walker, 1870)